# Richart Báez
Richart Martín Báez Fernández (ur. 31 lipca 1973 roku w miejscowości Capiatá) – były paragwajski piłkarz występujący na pozycji napastnika.

## Kariera klubowa
Richard Báez zawodową karierę rozpoczynał w 1995 roku w zespole Club Olimpia. Przez kolejny rok był zawodnikiem japońskiego Avispa Fukuoka. W 1997 roku Báez trafił do chilijskiego Club Universidad de Chile, w barwach którego imponował skutecznością i zdobył siedemnaście goli w osiemnastu spotkaniach. W 1998 roku przeniósł się do Audax Italiano, by następnie podpisać kontrakt z Club América. Dla tej drużyny Paragwajczyk rozegrał 27 ligowych pojedynków, w których tylko trzy razy wpisał się na listę strzelców. W 1999 roku Báez powrócił do kraju i ponownie został piłkarzem Club Olimpia. Przyczynił się do zdobycia przez „Rey de Copas” dwóch tytułów mistrza kraju. W sezonie 2000/01 Báez był wypożyczony do Club Celaya. W 2004 roku paragwajski zawodnik podpisał kontrakt z 12 de Octubre Itaugua. Następnie trafił do Gwatemali, gdzie grał dla CSD Municipal. W 2005 roku Báez reprezentował barwy Sportivo Luqueño, gdzie postanowił zakończyć karierę.

## Kariera reprezentacyjna
W reprezentacji swojego kraju Báez zadebiutował w 1995 roku. W 2002 roku szkoleniowiec Paragwajczyków - Cesare Maldini powołał go do 23-osobowej kadry na Mistrzostwa Świata. Na turnieju tym ekipa „Guarani” dotarła do 1/8 finału, gdzie przegrała z Niemcami 0:1. Na boiskach Korei Południowej i Japonii Báez pełnił rolę rezerwowego i nie wystąpił w ani jednym spotkaniu. Łącznie dla drużyny narodowej zaliczył 26 występów i strzelił trzy gole.